# Christer Basma
Pour les articles homonymes, voir Basma.
Christer Basma, né le 1er août 1972 à Oslo en Norvège, est un footballeur international norvégien, qui évoluait au poste de défenseur central au Rosenborg BK et en équipe de Norvège.
Basma n'a marqué aucun but lors de ses quarante sélections avec l'équipe de Norvège entre 1995 et 2005.

## Biographie

### En club
Né à Oslo en Norvège, Christer Basma commence sa carrière à Bærum SK avant de partir à Kongsvinger IL, puis au Stabæk IF. En 1998, il rejoint Rosenborg, le club phare norvégien qui lui permettra de devenir un titulaire de l'équipe de Norvège et de disputer quasiment chaque année la Ligue des champions. Avec Rosenborg, il a À son actif huit titres de Champion de Norvège (1998, 1999, 2000, 2001, 2002, 2003, 2004, 2006) et deux Coupes de Norvège (1999 et 2003). Il compte 40 sélections avec la Norvège entre 1995 et 2005, date à laquelle il prend sa retraite internationale lors d'un match face à Bahreïn. Il annonce son retrait des terrains de football en janvier 2008. En 2010 il joue de matchs de coupe avec Ranheim Fotball.

## Palmarès

### En équipe nationale
- 40 sélections et 0 but avec l'équipe de Norvège entre 1995 et 2005.

### Avec Rosenborg BK
- Champion de Norvège en 1998, 1999, 2000, 2001, 2002, 2003, 2004 et 2006.
- Vainqueur de la Coupe de Norvège de football en 1999 et 2003.